# Таирово
Таи́рово (укр. Таїрове) — посёлок в Одесском районе Одесской области Украины.

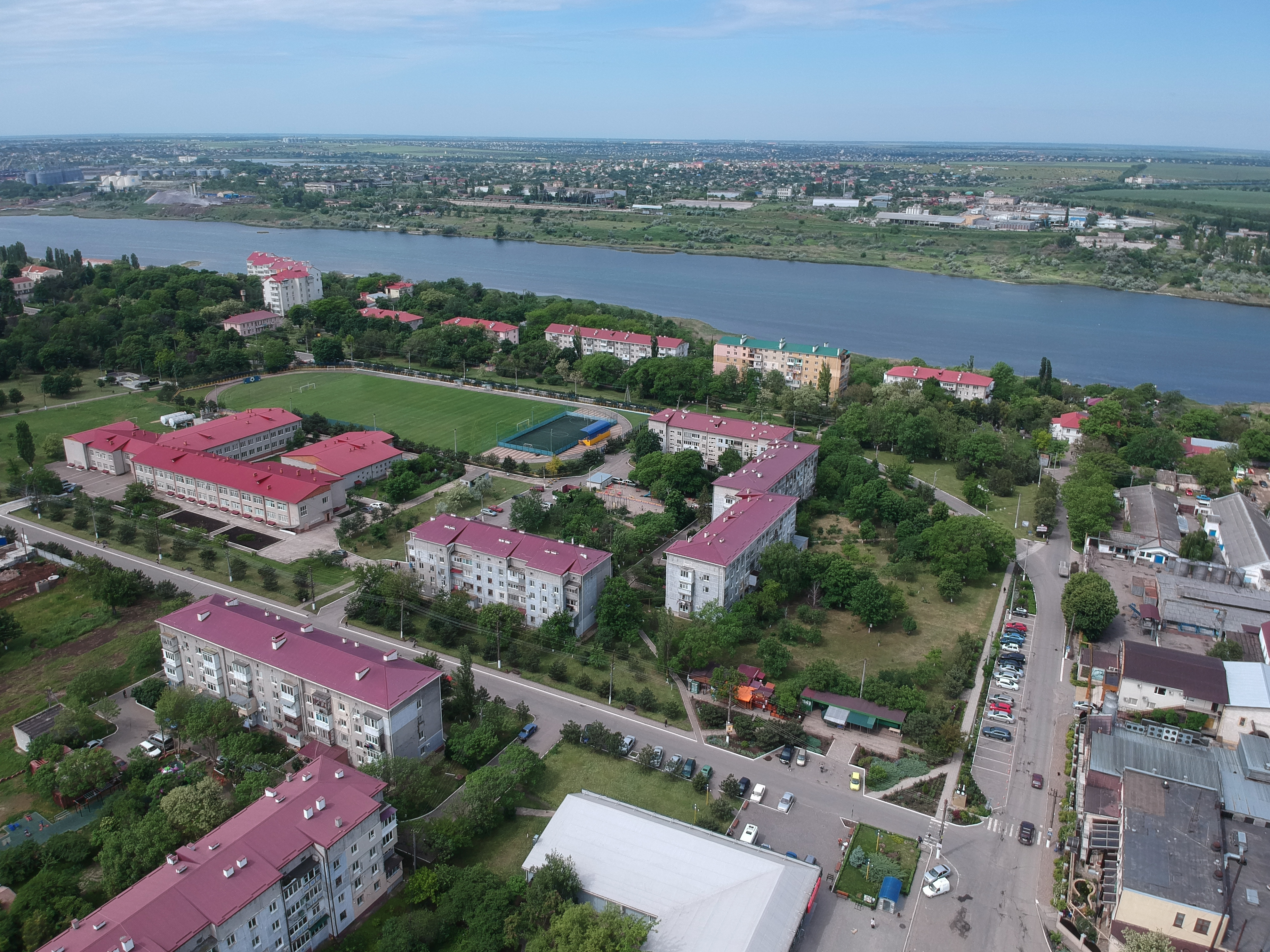
пгт. Таирово, вид с воздуха

## История
Поселок Таирово возник на землях Одесского градоначальства, в результате создания первого научно-исследовательского заведения края — Института виноградарства и виноделия, которое основал Василий Егорович Таиров. Сначала, 5 февраля 1905 г., он открыл на Новом Рынке г. Одесса в одной комнате небольшую химическую и микробиологическую лабораторию с начальным капиталом в 2000 руб. Вскоре лаборатория переросла в винодельческую станцию виноградарей и виноделов Российской империи.
В течение 1910—1912 годов на левом берегу Сухого лимана построили административный корпус, дома для ученых, казарму для рабочих с баней и прачечной, винный погреб на три этажа, другие хозяйственные постройки.
В июле 1918-го был избран Совет крестьянских депутатов, территориально объединив окрестные хутора, создал новый населенный пункт – Сухой Лиман. В 1922-м имение князя Бенкендорфа было передано для создания учебно-производственной базы Одесского сельскохозяйственного института, получившей название «Красный Хутор».
События 2-й Мировой войны также не обошли историю Таирово. В августе – октябре 1941 года размещался один из рубежей Героической обороны Одессы. Начались работы по созданию последнего оборонительного рубежа вокруг Одессы, прошедшего на левом берегу Сухого лимана от Черного моря через села Сухой Лиман, Татарка и другие.
В январе 1989 года численность населения составляла 2045 человек.
На 1 января 2013 года численность населения составляла 2757 человек.
В 2017 году на  административно-территориальной карте Украины появилась Таировская объединенная территориальная община

## Экономика
Национальный научный центр «Институт виноградарства и виноделия имени В. Е. Таирова»  - научный центр исследований в области виноградарства и виноделия. Созданный в 1902 году Василием Таировым как научная станция. 
Таировский винзавод «Нива»